# 90 Day Men
90 Day Men è un gruppo indie/alternative rock statunitense formatosi a St. Louis, Missouri, nel 1995, capace di evolvere negli anni il proprio suono da un post rock debitore di gruppi come Unwound, June of 44 e Polvo, ad un art rock e progressivo. "90 Day Men" è il modo in cui vengono definiti i detenuti in attesa di giudizio psichiatrico in un libro di Samuel Yochelson.

## Storia
La band è composta inizialmente da Brian Case alla chitarra, Robert Lowe al basso e Cayce Key alla batteria.
Trasferitisi da St. Louis a Chicago, nel 2000 esordiscono in uno split con i Gogogo Airheart. A breve segue il primo album (It (Is) It) Critical Band, rock perlopiù chitarristico, spigoloso, sfuggente e dinamico, ispirato dalla scena rock indipendente degli anni novanta ma con richiami alla new wave.
L'ingresso di Andy Lansangan alle tastiere provoca una decisa svolta nel suono: To Everybody, del 2002, registrato sotto la guida di John Congleton dei pAper chAse è dominato dalla presenza del nuovo arrivato. La musica dei 90 Day Men guadagna nuove influenze e direzioni, trasformandosi in un art-rock che strizza l'occhio a volte al jazz, a volte al rock progressivo, a volte al pop. Panda Park, del 2004 è un ulteriore passo in questa direzione: con il terzo album, i 90 Day Men mettono ancor più in evidenza una vena psichedelica e tendente al barocco.

## Formazione
- Brian Case - voce, chitarra (1995-presente)
- Robert Lowe - basso, voce (1995-presente)
- Cayce Key - batteria (1995-presente)
- Andy Lansangan - tastiera (2002-presente)

## Discografia

### Album in studio
- 2000 - (It (Is) It) Critical Band
- 2002 - To Everybody
- 2004 - Panda Park

### EP
- 1998 - 1975-1977-1998
- 2003 - Too Late or Too Dead

### Split
- 2000 - 90 Day Men & Gogogo Airheart